# Gran Premi de Singapur del 2017
El Gran Premi de Singapur de Fórmula 1 de 2017 serà la catorzena carrera de la temporada 2017. Tindrà lloc del 15 al 17 de setembre en el circuit urbà de Marina Bay, a Singapur. Nico Rosberg va ser el vencedor de l'edició anterior, seguit per Daniel Ricciardo i Lewis Hamilton. Els pilots que estaran en actiu que han guanyat a Marina Bay són Fernando Alonso, Sebastian Vettel i Lewis Hamilton.

## Entrenaments lliures

### Primers lliures
Resultats
| Pos. | Nº | Pilot            | Equip/Motor          | Millor temps | Diferència | Compost | Voltes |
| ---- | -- | ---------------- | -------------------- | ------------ | ---------- | ------- | ------ |
| 1    | 3  | Daniel Ricciardo | Red Bull - TAG Heuer | 1:42.489     | —          | US      | 21     |
| 2    | 5  | Sebastian Vettel | Ferrari              | 1:42.598     | +0.109     | US      | 21     |
| 3    | 33 | Max Verstappen   | Red Bull - TAG Heuer | 1:42.610     | +0.121     | US      | 23     |
| 4    | 44 | Lewis Hamilton   | Mercedes AMG         | 1:42.904     | +0.415     | US      | 27     |
| 5    | 11 | Sergio Pérez     | Force India          | 1:43.423     | +0.934     | US      | 25     |

### Segons lliures
Resultats
| Pos. | Nº | Pilot            | Equip/Motor          | Millor temps | Diferència | Compost | Voltes |
| ---- | -- | ---------------- | -------------------- | ------------ | ---------- | ------- | ------ |
| 1    | 3  | Daniel Ricciardo | Red Bull - TAG Heuer | 1:40.852     | —          | US      | 33     |
| 2    | 33 | Max Verstappen   | Red Bull - TAG Heuer | 1:41.408     | +0.556     | US      | 28     |
| 3    | 44 | Lewis Hamilton   | Mercedes AMG         | 1:41.555     | +0.703     | US      | 36     |
| 4    | 77 | Valtteri Bottas  | Mercedes AMG         | 1:42.104     | +1.252     | US      | 35     |
| 5    | 27 | Nico Hülkenberg  | Renault              | 1:42.448     | +1.596     | US      | 33     |

### Tercers lliures
Resultats
| Pos. | Nº | Pilot             | Equip/Motor          | Millor temps | Diferència | Compost | Voltes |
| ---- | -- | ----------------- | -------------------- | ------------ | ---------- | ------- | ------ |
| 1    | 33 | Max Verstappen    | Red Bull - TAG Heuer | 1:41.829     | —          | US      | 12     |
| 2    | 5  | Sebastian Vettel  | Ferrari              | 1:41.901     | +0.072     | US      | 13     |
| 3    | 44 | Lewis Hamilton    | Mercedes AMG         | 1:41.971     | +0.142     | US      | 16     |
| 4    | 14 | Fernando Alonso   | McLaren F1 Team      | 1:42.383     | +0.554     | US      | 11     |
| 5    | 2  | Stoffel Vandoorne | McLaren F1 Team      | 1:42.439     | +0.610     | US      | 13     |

## Classificació
Resultats
| Pos. | Nº | Pilot             | Equip-motor             | Part 1   | Part 2   | Part 3   | Graella |
| ---- | -- | ----------------- | ----------------------- | -------- | -------- | -------- | ------- |
| 1    | 5  | Sebastian Vettel  | Ferrari                 | 1:43.336 | 1:40.529 | 1:39.491 | 1       |
| 2    | 33 | Max Verstappen    | Red Bull - TAG Heuer    | 1:42.010 | 1:40.332 | 1:39.814 | 2       |
| 3    | 3  | Daniel Ricciardo  | Red Bull - TAG Heuer    | 1:42.063 | 1:40.385 | 1:39.840 | 3       |
| 4    | 7  | Kimi Räikkönen    | Ferrari                 | 1:43.328 | 1:40.525 | 1:40.069 | 4       |
| 5    | 44 | Lewis Hamilton    | Mercedes AMG            | 1:42.455 | 1:40.577 | 1:40.126 | 5       |
| 6    | 77 | Valtteri Bottas   | Mercedes AMG            | 1:43.137 | 1:41.409 | 1:40.810 | 6       |
| 7    | 27 | Nico Hülkenberg   | Renault                 | 1:42.586 | 1:41.277 | 1:41.013 | 7       |
| 8    | 14 | Fernando Alonso   | McLaren F1 Team         | 1:42.086 | 1:41.442 | 1:41.179 | 8       |
| 9    | 2  | Stoffel Vandoorne | McLaren F1 Team         | 1:42.222 | 1:41.227 | 1:41.398 | 9       |
| 10   | 55 | Carlos Sainz      | Scuderia Toro Rosso     | 1:42.176 | 1:41.826 | 1:42.056 | 10      |
| 11   | 30 | Jolyon Palmer     | Renault                 | 1:42.472 | 1:42.107 |          | 11      |
| 12   | 11 | Sergio Pérez      | Force India             | 1:43.594 | 1:42.246 |          | 12      |
| 13   | 26 | Daniil Kvyat      | Scuderia Toro Rosso     | 1:42.544 | 1:42.338 |          | 13      |
| 14   | 31 | Esteban Ocon      | Force India             | 1:43.626 | 1:42.760 |          | 14      |
| 15   | 8  | Romain Grosjean   | Haas F1 Team            | 1:43.627 | 1:43.883 |          | 15      |
| 16   | 20 | Kevin Magnussen   | Haas F1 Team            | 1:43.756 |          |          | 16      |
| 17   | 19 | Felipe Massa      | Williams Martini Racing | 1:44.014 |          |          | 17      |
| 18   | 18 | Lance Stroll      | Williams Martini Racing | 1:44.728 |          |          | 18      |
| 19   | 94 | Pascal Wehrlein   | Sauber F1 Team          | 1:45.059 |          |          | 19      |
| 20   | 9  | Marcus Ericsson   | Sauber F1 Team          | 1:45.570 |          |          | 20      |

## Carrera
Resultats
| Pos. | Nº | Pilot             | Equip-motor             | Voltes | Temps/Retirat       | Graella | Punts |
| ---- | -- | ----------------- | ----------------------- | ------ | ------------------- | ------- | ----- |
| 1    | 44 | Lewis Hamilton    | Mercedes AMG            | 58     | 2:03:23.543         | 5       | 25    |
| 2    | 3  | Daniel Ricciardo  | Red Bull - TAG Heuer    | 58     | +4.507              | 3       | 18    |
| 3    | 77 | Valtteri Bottas   | Mercedes AMG            | 58     | +8.800              | 6       | 15    |
| 4    | 55 | Carlos Sainz      | Scuderia Toro Rosso     | 58     | +22.822             | 10      | 12    |
| 5    | 11 | Sergio Pérez      | Force India             | 58     | +25.359             | 12      | 10    |
| 6    | 30 | Jolyon Palmer     | Renault                 | 58     | +26.371             | 11      | 8     |
| 7    | 2  | Stoffel Vandoorne | McLaren F1 Team         | 58     | +30.388             | 9       | 6     |
| 8    | 18 | Lance Stroll      | Williams Martini Racing | 58     | +41.696             | 18      | 4     |
| 9    | 8  | Romain Grosjean   | Haas F1 Team            | 58     | +43.282             | 15      | 2     |
| 10   | 31 | Esteban Ocon      | Force India             | 58     | +44.795             | 14      | 1     |
| 11   | 19 | Felipe Massa      | Williams Martini Racing | 58     | +46.536             | 17      |       |
| 12   | 94 | Pascal Wehrlein   | Sauber F1 Team          | 56     | +2 voltes           | 19      |       |
| Ret  | 20 | Kevin Magnussen   | Haas F1 Team            | 50     | MGU-K               | 16      |       |
| Ret  | 27 | Nico Hülkenberg   | Renault                 | 48     | Problema hidràulic  | 7       |       |
| Ret  | 9  | Marcus Ericsson   | Sauber F1 Team          | 35     | Accident            | 20      |       |
| Ret  | 26 | Daniil Kvyat      | Scuderia Toro Rosso     | 10     | Accident            | 13      |       |
| Ret  | 14 | Fernando Alonso   | McLaren F1 Team         | 8      | Danys per col·lisió | 8       |       |
| Ret  | 5  | Sebastian Vettel  | Ferrari                 | 0      | Col·lisió           | 1       |       |
| Ret  | 33 | Max Verstappen    | Red Bull - TAG Heuer    | 0      | Col·lisió           | 2       |       |
| Ret  | 7  | Kimi Räikkönen    | Ferrari                 | 0      | Col·lisió           | 4       |       |

## Classificacions després de la carrera
| Pos. | Pilot            | Punts | Canvis de posició |
| ---- | ---------------- | ----- | ----------------- |
| 1    | Lewis Hamilton   | 263   | =                 |
| 2    | Sebastian Vettel | 235   | =                 |
| 3    | Valtteri Bottas  | 212   | =                 |
| 4    | Daniel Ricciardo | 162   | =                 |
| 5    | Kimi Räikkönen   | 138   | =                 |

| Pos. | Constructor             | Punts | Canvis de posició |
| ---- | ----------------------- | ----- | ----------------- |
| 1    | Mercedes AMG            | 475   | =                 |
| 2    | Ferrari                 | 373   | =                 |
| 3    | Red Bull - TAG Heuer    | 230   | =                 |
| 4    | Force India             | 124   | =                 |
| 5    | Williams Martini Racing | 59    | =                 |